# Stuivenberg (helling)
De Stuivenberg is een heuvel in de Vlaamse Ardennen gelegen in de buurt van Sint-Maria-Lierde in de gemeente Lierde in de Belgische provincie Oost-Vlaanderen.

## Wielrennen
De helling wordt vaker opgenomen in de Driedaagse van De Panne-Koksijde. De renners beklimmen de helling dan een aantal maal.